# 米德韋 (阿肯色州洛根縣)
米德韋（英語：Midway）是位於美國阿肯色州洛根縣的一個非建制地區。該地的面積和人口皆未知。

## 地理
米德韋的座標為35°17′29″N 93°31′39″W / 35.29139°N 93.52750°W，而該地的平均海拔高度為143米（即469英尺）。